# Spartathlon

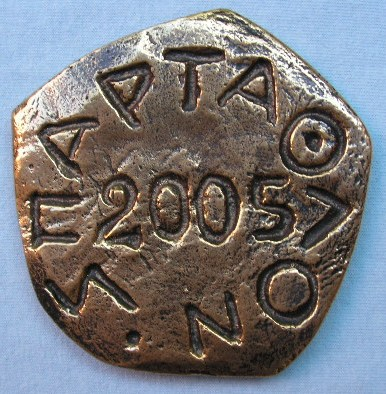
Médaille du vainqueur de 2005

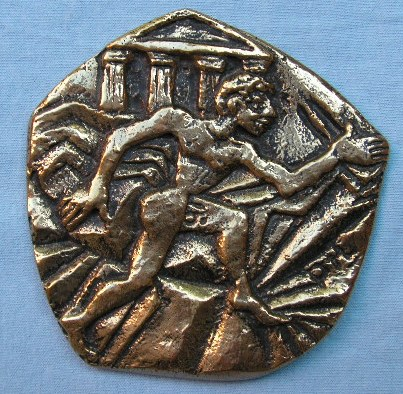
Recto de la médaille

Le Spartathlon (grec : το Σπάρταθλον) est une course d'ultrafond de 246 kilomètres disputée depuis 1983 entre Athènes et Sparte.

## Origine
Le Spartathlon est une course qui retrace le parcours de Phidippidès, un messager athénien envoyé à Sparte en -490 pour demander de l'aide lors de la Bataille de Marathon.

## La course
Pour pouvoir concourir, un candidat doit remplir au moins l'une des trois conditions suivantes :
- avoir terminé une course d'au moins 100 km en moins de 10 heures et 30 minutes
- avoir terminé une course d'au moins 200 km
- avoir déjà couru un spartathlon et avoir atteint le checkpoint de Nestani (soit 172 km) en moins de 24 heures et 30 minutes.

La course commence à 7 heures du matin, le dernier vendredi de septembre, au pied de l'Acropole. Elle suit d'abord la côte jusqu'à Corinthe via Éleusis, Mégare et Kineta, elle se poursuit par Némée, franchit le mont Artémision par un col entre Lyrkía et Sagas, puis passe par Nestani et Tégée avant de rejoindre la route de Sparte.
Au long du parcours, les coureurs rencontrent 75 checkpoints, chacun devant être atteint en un temps limite. La durée limite du Spartathlon dans son ensemble est fixée à 36 heures (soit une vitesse moyenne de 6,833 km/h).

## Résultats
En 2023, Fotis Zisimopoulos améliore, avec un temps de 19 h 55 min 9 s (le 1er en dessous de 20h), le record de la course détenu précédemment par Yannis Kouros, qui a remporté le premier Spartathlon et détenait jusqu'à présent le record de l'épreuve en 20 h 25 min 31 s.
Yannis Kouros a couru quatre Spartathlon qu'il a tous gagnés avec des temps toujours parmi les meilleurs de la course.
En 2023, Camille Herron établit le record de l'épreuve pour les femmes en 22 h 35 min 0 s. 
Ci-dessous, les résultats de l'épreuve par catégorie et par année.

### Masculins
| Année | 1er                            | Nationalité | Temps                          | 2ème                       | Nationalité | Temps    | 3ème                           | Nationalité | Temps    |
| ----- | ------------------------------ | ----------- | ------------------------------ | -------------------------- | ----------- | -------- | ------------------------------ | ----------- | -------- |
| 2023  | Fotis Zisimopoulos             | Grèce       | 19:55:09 (Record de la course) | Simen Holvik               | Norvège     | 22:17:23 | Fernando Andres Martinez Roman | Uruguay     | 23:32:59 |
| 2022  | Fotis Zisimopoulos             | Grèce       | 21:00:48                       | Toru Somiya                | Japon       | 21:18:04 | Yoshihiko Ishikawa             | Japon       | 23:06:45 |
| 2021  | Fotis Zisimopoulos             | Grèce       | 21:57:36                       | Radek Brunner              | Tchéquie    | 23:17:49 | Milan Sumny                    | Tchéquie    | 23:53:19 |
| 2019  | Bódis Tamás                    | Hongrie     | 23:29:24                       | Csécsei Zoltán             | Hongrie     | 24:16:59 | Radek Brunner                  | Tchéquie    | 24:26:20 |
| 2018  | Yoshihiko Ishikawa             | Japon       | 22:55:13                       | Radek Brunner              | Tchéquie    | 23:37:25 | João Oliveira                  | Portugal    | 24:34:30 |
| 2017  | Aleksandr Sorokin              | Lituanie    | 22:04:04                       | Radek Brunner              | Tchéquie    | 22:49:37 | Nikolaos Sideridis             | Grèce       | 22:58:40 |
| 2016  | Andrzej Radzikowski            | Pologne     | 23:02:23                       | Marco Bonfiglio            | Italie      | 23:36:58 | Radek Brunner                  | Tchéquie    | 24:07:29 |
| 2015  | Florian Reus                   | Allemagne   | 23:17:31                       | Dan Lawson                 | Royaume-Uni | 23:53:32 | Hansen Kim                     | Danemark    | 23:54:37 |
| 2014  | Ivan Cudin                     | Italie      | 22:29:29                       | Florian Reus               | Allemagne   | 23:57:13 | Andrzej Radzikowski            | Pologne     | 25:49:05 |
| 2013  | João Oliveira                  | Portugal    | 23:29:08                       | Florian Reus               | Allemagne   | 25:29:54 | Ivan Cudin                     | Italie      | 25:54:49 |
| 2012  | Stu Thoms                      | Allemagne   | 26:28:19                       | Tetsuo Kiso                | Japon       | 26:36:23 | Markus Thalmann                | Autriche    | 27:14:25 |
| 2011  | Ivan Cudin                     | Italie      | 22:57:40                       | Yuji Sakai                 | Japon       | 24:22:24 | Michael Vanicek                | Allemagne   | 24:55:59 |
| 2010  | Ivan Cudin                     | Italie      | 23:03:06                       | Jan Albert Lantink         | Pays-Bas    | 23:31:00 | Jan Prochaska                  | Allemagne   | 24:56:00 |
| 2009  | Ryōichi Sekiya                 | Japon       | 23:48:24                       | Lars Skytte Christoffersen | Danemark    | 24:32:00 | Jon Harald Berge               | Norvège     | 25:10:00 |
| 2008  | Scott Jurek                    | États-Unis  | 22:20:01                       | Markus Thalmann            | Autriche    | 24:52:09 | Lars Skytte Christoffersen     | Danemark    | 25:29:41 |
| 2007  | Scott Jurek                    | États-Unis  | 23:12:14                       | Piotr Kurylo               | Pologne     | 24:29:41 | Valmir Nunes                   | Brésil      | 25:37:40 |
| 2006  | Scott Jurek                    | États-Unis  | 22:52:18                       | Ryōichi Sekiya             | Japon       | 24:14:11 | Masayuki Ohtaki (Otaki, Ōtaki) | Japon       | 25:19:12 |
| 2005  | Jens Lukas                     | Allemagne   | 24:20:39                       | Jean-Jacques Moros         | France      | 25:03:30 | Markus Thalmann                | Autriche    | 26:34:42 |
| 2004  | Jens Lukas                     | Allemagne   | 25:49:59                       | Markus Thalmann            | Autriche    | 26:20:02 | Martin Juri                    | Australie   | 27:19:15 |
| 2003  | Markus Thalmann                | Autriche    | 23:28:24                       | Valmir Nunes               | Brésil      | 25:30:35 | Jean-Jacques Moros             | France      | 26:26:16 |
| 2002  | Ryōichi Sekiya                 | Japon       | 23:47:54                       | Markus Thalmann            | Autriche    | 25:16:56 | Jeffry Oonk                    | Pays-Bas    | 26:58:55 |
| 2001  | Valmir Nunes                   | Brésil      | 23:18:05                       | Jens Lukas                 | Allemagne   | 24:46:51 | Ryōichi Sekiya                 | Japon       | 25:27:30 |
| 2000  | Masayuki Ohtaki (Otaki, Ōtaki) | Japon       | 24:01:10                       | Jens Lukas                 | Allemagne   | 24:59:54 | Cees Verhagen                  | Pays-Bas    | 25:35:50 |
| 1999  | Jens Lukas                     | Allemagne   | 25:38:03                       | Jean Pierre Guyomarch      | France      | 27:08:57 | Jun Onoki                      | Japon       | 27:16:36 |
| 1998  | Kostas Reppos                  | Grèce       | 25:11:41                       | Kenzi(Kenji) Okiyama       | Japon       | 26:13:13 | James Zarei                    | Royaume-Uni | 26:44:04 |
| 1997  | Constantinos Repos             | Grèce       | 23:37:00                       | Kenji Okiyama              | Japon       | 25:55:00 | Rune Larsson                   | Suède       | 28:11:00 |
| 1996  | Roland Vuillemenot             | France      | 26:21:00                       | Mravlje Dusan              | Slovénie    | 27:55:00 | Roy Pirrung                    | États-Unis  | 27:56:32 |
| 1995  | James Zarei                    | Royaume-Uni | 25:59:42                       | Vasilios Chalkias          | Grèce       | 27:49:46 | Kazuyoshi Ikeda                | Japon       | 28:12:00 |
| 1994  | James Zarei                    | Royaume-Uni | 26:15:00                       | Kenji Okiyama              | Japon       | 25:55:00 | Peeter Kirppu                  | Estonie     | 26:07:00 |
| 1993, | Rune Larsson (sv)              | Suède       | 25:57:12                       | Marcel Foucat              | France      | 27:46:37 | Milan Furin                    | Slovaquie   | 28:51:37 |
| 1992  | Rusko Kantief                  | Bulgarie    | 24:08:13                       | Paul Beckers               | Belgique    | 25:05:48 | Roy Pirrung                    | États-Unis  | 28:33:02 |
| 1991  | Seppo Tapio Leinonen           | Finlande    | 30:25:07                       | János Bogár                | Hongrie     | 24:15:31 | George Stoakes                 | Royaume-Uni | 30:50:35 |
| 1990  | Yiannis Kouros                 | Grèce       | 21:57:00                       | János Bogár                | Hongrie     | 24:49:19 | Rune Larsson                   | Suède       | 25:28:48 |
| 1989  | János Bogár                    | Hongrie     | 24:15:31                       | Rune Larsson               | Suède       | 24:42:05 | Seiichi Morikawa               | Japon       | 26:08:18 |
| 1988  | Rune Larsson                   | Suède       | 24:42:05                       | James Zarei                | Iran        | 25:59:42 | Georges Makris                 | Grèce       | 26:47:00 |
| 1987  | Rune Larsson                   | Suède       | 24:41:46                       | Patrick Macke              | Royaume-Uni | 26:41:51 | James Zarei                    | Royaume-Uni | 27:27:16 |
| 1986  | Yiannis Kouros                 | Grèce       | 21:51:00                       | Erno Kies-Kiraly           | Hongrie     | 26:07:00 | Peter Mann                     | Allemagne   | 26:41:00 |
| 1985  | Patrick Macke                  | Royaume-Uni | 23:18:00                       | Dusan Mravlje              | Yougoslavie | 24:39:22 | Jean Calbera                   | France      | 24:42:00 |
| 1984  | Yiannis Kouros                 | Grèce       | 20:25:00                       | Dusan Mravlje              | Yougoslavie | 23:44:00 | Patrick Macke                  | Royaume-Uni | 24:32:05 |
| 1983  | Yiannis Kouros                 | Grèce       | 20:29:04                       | Dusan Mravlje              | Yougoslavie | 24:40:38 | Alan Fairbrother               | Royaume-Uni | 27:39:14 |

- Scott Jurek (2007), a couru toute la course avec un orteil de pied fracturé.

### Feminins
| Année | 1er                                   | Nationalité  | Temps                          | 2ème                                                | Nationalité | Temps    | 3ème                     | Nationalité | Temps    |
| ----- | ------------------------------------- | ------------ | ------------------------------ | --------------------------------------------------- | ----------- | -------- | ------------------------ | ----------- | -------- |
| 2024  | Noora Honkala                         | Finlande     | 24:25:08                       | Perez Serano Carmen Maria                           | Espagne     | 25:34:13 | Caliskaner Line          | Norvège     | 26:24:51 |
| 2023  | Camille Herron                        | États-Unis   | 22:35:31 (Record de la course) | Noora Honkala                                       | Finlande    | 23:23:03 | Satu Lipiainen           | Finlande    | 23:48:34 |
| 2022  | Diana Dzaviza                         | Lettonie     | 25:03:07                       | Marisa Lizak                                        | États-Unis  | 25:34:00 | Mica Morgan              | États-Unis  | 27:23:44 |
| 2021  | Diana Dzaviza                         | Lettonie     | 25:24:25                       | Zsuzsanna Maraz                                     | Hongrie     | 26:00:14 | Noora Honkala            | Finlande    | 26:27:14 |
| 2019  | Zsuzsanna Maraz                       | Hongrie      | 30:16:18                       | Irina Masanova                                      | Russie      | 31:18:08 | Natasa Robnik            | Slovénie    | 32:15:31 |
| 2018  | Zsuzsanna Maraz                       | Hongrie      | 27:05:28                       | Kateřina Kašparová                                  | Tchéquie    | 27:47:16 | Teija Honkonen           | Finlande    | 28:36:08 |
| 2017  | Patrycja Bereznowska                  | Pologne      | 24:48:18                       | Zsuzsanna Maraz                                     | Hongrie     | 25:43:40 | Aleksandra Niwińska (pl) | Pologne     | 26:28:48 |
| 2016  | Katalin Nagy                          | États-Unis   | 25:22:26                       | Smith Pam                                           | États-Unis  | 27:11:53 | Zsuzsanna Maraz          | Hongrie     | 27:44:01 |
| 2015  | Katalin Nagy                          | États-Unis   | 25:07:12                       | Alyson Venti                                        | États-Unis  | 26:50:51 | Szilvia Lubics           | Hongrie     | 29:18:44 |
| 2014  | Szilvia Lubics                        | Hongrie      | 26:53:40                       | Katalin Nagy                                        | États-Unis  | 28:55:03 | Eva Esnaola              | Espagne     | 30:52:41 |
| 2013  | Szilvia Lubics                        | Hongrie      | 28:03:04                       | Antje Krause                                        | Allemagne   | 30:07:15 | Heike Bergmann           | Allemagne   | 30:22:03 |
| 2012  | Elizabeth Hawker                      | Royaume-Uni  | 27:02:17                       | Leonie van den Haak                                 | Pays-Bas    | 28:42:36 | Szilvia Lubics           | Hongrie     | 29:45:56 |
| 2011  | Szilvia Lubics                        | Hongrie      | 29:07:39                       | Ruth Podgornik Res                                  | Slovénie    | 32:17:19 | Mimi Anderson            | Royaume-Uni | 32:33:23 |
| 2010  | Emily Gelder                          | Royaume-Uni  | 30:17:03                       | Heather Fouwdlink-Hawker                            | Royaume-Uni | 32:43:00 | Yoshiko Matsuda          | Japon       | 33:31:00 |
| 2009  | Sumie Inagaki                         | Japon        | 27:39:49                       | Yoshiko Matsuda                                     | Japon       | 31:16:00 | Lisa Bliss               | États-Unis  | 32:27:00 |
| 2008  | Sook-Hue Hur                          | Corée du Sud | 30:03:22                       | Stacey Bunton                                       | États-Unis  | 31:25:59 | Heinlein Marika          | Allemagne   | 31:39:19 |
| 2007  | Akiko Sakamoto                        | Japon        | 31:09:24                       | Vrigitte Bec                                        | France      | 31:56:03 | Kimie Noto               | Japon       | 32:11:05 |
| 2006  | Sumie Inagaki                         | Japon        | 28:37:20                       | Takako Furuyama                                     | Japon       | 31:40:31 | Mary Larsson-Hanudel     | États-Unis  | 31:41:56 |
| 2005  | Kimie Noto                            | Japon        | 30:23:07                       | Elke Streicher                                      | Allemagne   | 32:19:59 | Anke Drescher            | Allemagne   | 32:52:23 |
| 2004  | Kimie Noto                            | Japon        | 29:57:40                       | Hiroko Okiyama                                      | Japon       | 31:01:17 | Anke Drescher            | Allemagne   | 32:55:26 |
| 2003  | Akiko Sakamoto                        | Japon        | 29:07:44                       | Sumie Inagaki                                       | Japon       | 29:38:54 | Barbara Szlachetka       | Allemagne   | 31:50:23 |
| 2002  | Irina Reutovich                       | Russie       | 28:10:48                       | Hiroko Okiyama                                      | Japon       | 30:25:49 | Mayumi Okabe             | Japon       | 31:33:35 |
| 2001  | Alzira Portela-Lario                  | Portugal     | 30:31:41                       | Kimie Funada(plus tard Kimie Noto)                  | Japon       | 33:49:17 | Heike Pawzik             | Allemagne   | 34:41:10 |
| 2000  | Hiroko Okiyama                        | Japon        | 29:16:37                       | Mary Larsson                                        | États-Unis  | 30:56:16 | Helga Backhaus           | Allemagne   | 31:35:24 |
| 1999  | Anny Monot                            | France       | 35:38:08                       | Kimie Funada(plus tard Kimie Noto)                  | Japon       | 35:41:31 | -                        | -           | -        |
| 1998  | Mary Larsson                          | Suède        | 28:46.58                       | Kimie Funada(plus tard Kimie Noto)                  | Japon       | 29:32:21 | Helga Backhaus           | Allemagne   | 29:53:49 |
| 1997  | Helga Backhaus                        | Allemagne    | 30:39:00                       | Kimie Funada(plus tard Kimie Noto)                  | Japon       | 33:36:00 | Heike Pawzik             | Allemagne   | 33:46:00 |
| 1996  | Helga Backhaus                        | Allemagne    | 29:33:00                       | Kimie Funada(plus tard Kimie Noto)                  | Japon       | 33:36:00 | Heike Pawzik             | Allemagne   | 33:46:00 |
| 1995  | Kimie Funada (plus tard Kimie Noto)   | Japon        | 29:32:21                       | Helga Backhaus                                      | Allemagne   | 30:41:00 | Miyako Yoshikoshi        | Japon       | 35:40:31 |
| 1994  | Helga Backhaus                        | Allemagne    | 30:39:00                       | Kazuko Kaihata                                      | Japon       | 34:12:17 | Miyako Yoshikoshi        | Japon       | 34:33:21 |
| 1993  | Sigrid Lomsky                         | Allemagne    | 32:46:17                       | Marie Bertrand                                      | France      | 33:47:12 | Miyako Yoshikoshi        | Japon       | 34:18:00 |
| 1992  | Hilary Walker                         | Royaume-Uni  | 31:23:30                       | Mary Hanudel-Larsson                                | États-Unis  | 33:47:00 | Miyako Yoshikoshi        | Japon       | 33:47:52 |
| 1991  | Ursula Blasberg                       | Allemagne    | 34:42:45                       | -                                                   | -           | -        | -                        | -           | -        |
| 1990  | Anne-Marie Deguilhem                  | France       | 34:07:41                       | Pascale Mahe                                        | France      | 35:08:03 | Mary Hanudel-Larsson     | États-Unis  | 35:31:30 |
| 1989  | Mary Hanudel (plus tard Mary Larsson) | États-Unis   | 31:57:23                       | Monika Kuno                                         | Allemagne   | 34:10:00 | Eiko Endo                | Japon       | 34:36:49 |
| 1988  | -                                     | -            | -                              | -                                                   | -           | -        | -                        | -           | -        |
| 1987  | Hilary Walker                         | Royaume-Uni  | 31:23:30                       | Waltraud Reisert                                    | Allemagne   | 35:31:56 | -                        | -           | -        |
| 1986  | Mary Hanudel (plus tard Mary Larsson) | États-Unis   | 31:46:45                       | Waltraud Reisert                                    | Allemagne   | 33:21:00 | -                        | -           | -        |
| 1985  | Mary Hanudel (plus tard Mary Larsson) | États-Unis   | 34:10                          | -                                                   | -           | -        | -                        | -           | -        |
| 1984  | Mary Hanudel (plus tard Mary Larsson) | États-Unis   | 30:27:00                       | Marcy Schwam Lorna Richey (plus tard Lorna Michael) | États-Unis  | 34:15:10 | -                        | -           | -        |
| 1983  | Eleanor Robinson (précédemment Adams) | Royaume-Uni  | 32:37:52                       | -                                                   | -           | -        | -                        | -           | -        |

### Premiers Français
| 2024 | Florian Robin                                               | 3e                                                      | 23 h 51 min 31 s                                        |                                                         |                                                         |
| 2023 | Julien Cazorla                                              | 33e                                                     | 28 h 29 min 48 s                                        |                                                         |                                                         |
| 2022 | Rohrbacher Norbert                                          | 27e                                                     | 29 h 49 min 2 s                                         |                                                         |                                                         |
| 2021 | Philippe Verdier                                            | 14e                                                     | 27 h 0 min 20 s                                         |                                                         |                                                         |
| 2020 | Spartathlon annulé en raison de la pandémie de Covid-19     | Spartathlon annulé en raison de la pandémie de Covid-19 | Spartathlon annulé en raison de la pandémie de Covid-19 | Spartathlon annulé en raison de la pandémie de Covid-19 | Spartathlon annulé en raison de la pandémie de Covid-19 |
| 2019 | Cardoso Dias Daniel                                         | 55e                                                     | 31 h 53 min 0 s                                         |                                                         |                                                         |
| 2018 | Guillaume Bogner                                            | 40e                                                     | 29 h 31 min 8 s                                         |                                                         |                                                         |
| 2017 | Nicolas Cointepas                                           | 8e                                                      | 24 h 57 min 11 s                                        |                                                         |                                                         |
| 2016 | David Le Broch                                              | 11e                                                     | 26 h 55 min 01 s                                        |                                                         |                                                         |
| 2015 | Jean-Philippe Brunon                                        | 36e                                                     | 30 h 47 min 9 s                                         |                                                         |                                                         |
| 2014 | Guilhen Dubourdieu                                          | 28e                                                     | 29 h 53 min 14 s                                        |                                                         |                                                         |
| 2013 | Guilhen Dubourdieu                                          | 31e                                                     | 31 h 33 min 51 s                                        |                                                         |                                                         |
| 2012 | Gilles Pallaruelo/Juan CarlosPradas& Laurence Brunet Suisse | 30e                                                     | 33 h 42 min 29 s                                        |                                                         |                                                         |
| 2011 | Gilles Pallaruelo                                           | 38e                                                     | 32 h 34 min 25 s                                        |                                                         |                                                         |
| 2010 | Denis Dupoirieux                                            | 6e                                                      | 27 h 50 min 8 s                                         |                                                         |                                                         |
| 2009 | Jean Agosta                                                 | 23e                                                     | 29 h 28 min 6 s                                         |                                                         |                                                         |
| 2008 | Christian Mauduit                                           | 22e                                                     | 30 h 41 min 51 s                                        |                                                         |                                                         |
| 2007 | Brigitte Bec                                                | 25e                                                     | 31 h 56 min 3 s                                         |                                                         |                                                         |
| 2006 | Yves Chomont                                                | 27e                                                     | 31 h 52 min 18 s                                        |                                                         |                                                         |
| 2005 | Jean-Jacques Moros                                          | 2e                                                      | 25 h 3 min 30 s                                         |                                                         |                                                         |
| 2004 | Patrick De Geyter                                           | 18e                                                     | 32 h 1 min 24 s                                         |                                                         |                                                         |
| 2003 | Jean-Jacques Moros                                          | 3e                                                      | 26 h 26 min 16 s                                        |                                                         |                                                         |
| 2002 | Stéphane Pélissier                                          | 7e                                                      | 28 h 38 min 55 s                                        |                                                         |                                                         |
| 2001 | Claude Hardel                                               | 13e                                                     | 30 h 9 min 22 s                                         |                                                         |                                                         |
| 2000 | Hubert Gautron                                              | 8e                                                      | 29 h 0 min 52 s                                         |                                                         |                                                         |
| 1999 | Jean-Pierre Guyomarch                                       | 2e                                                      | 27 h 8 min 57 s                                         |                                                         |                                                         |
| 1998 | Roland Roux                                                 | 12e                                                     | 29 h 3 min 10 s                                         |                                                         |                                                         |
| 1997 | André Cruells & Auguste Lespinas                            | 12e                                                     | 30 h 29 min                                             |                                                         |                                                         |
| 1996 | Roland Vuillemenot                                          | 1er                                                     | 26 h 21 min 0 s                                         |                                                         |                                                         |
| 1995 | André Cruells & Jean-Claude Lapeyrigne                      | 7e                                                      | 30 h 3 min 9 s                                          |                                                         |                                                         |
| 1994 | Jean Claude Lapeyrigne                                      | 4e                                                      | 29 h 48 min 0 s                                         |                                                         |                                                         |
| 1993 | Marcel Foucat                                               | 2e                                                      | 27 h 46 min 37 s                                        |                                                         |                                                         |
| 1992 | Hubert Gautron                                              | 22e                                                     | 32 h 56 min 53 s                                        |                                                         |                                                         |
| 1991 | Jean-luc Bueno                                              | 13e                                                     | 33 h 23 min 59 s                                        |                                                         |                                                         |
| 1990 | Gilbert Mainix                                              | 5e                                                      | 26 h 20 min 29 s                                        |                                                         |                                                         |
| 1989 | Max Courtillon                                              | 11e                                                     | 30 h 46 min 47 s                                        |                                                         |                                                         |
| 1988 | Jean Rigout                                                 | 6e                                                      | 30 h 44 min 14 s                                        |                                                         |                                                         |
| 1987 | Serge Debladis                                              | 12e                                                     | 33 h 25 min                                             |                                                         |                                                         |
| 1986 | Pascal Hubert                                               | 15e                                                     | 33 h 54 min                                             |                                                         |                                                         |
| 1985 | Jean-Dominique Calbera                                      | 3e                                                      | 24 h 42 min 0 s                                         |                                                         |                                                         |
| 1984 | Gérard Stenger                                              | 5e                                                      | 30 h 32 min 54 s                                        |                                                         |                                                         |
| 1983 | Gérard Stenger                                              | 8e                                                      | 32 h 13 min 5 s                                         |                                                         |                                                         |